# Clara, une passion française
Pour plus de détails, voir Fiche technique et Distribution.
Clara, une passion française est un téléfilm français en deux parties réalisé par Sébastien Grall et diffusé le 25 novembre 2009 sur France 2.

## Synopsis
À Paris, en 1916, le soldat Robert Schreiber se marie. Sa mère, Clara, est fière car il épouse Suzanne, la fille du sénateur Crémieux. Elle regrette que son mari ne soit plus là et se souvient. En 1879, jeune juive allemande, elle rejoint son fiancé Joseph, vendeur en maroquinerie, installé depuis deux ans à Paris. Son rêve : devenir une compatriote d'Emile Zola et de Victor Hugo.

## Fiche technique
- Réalisation : Sébastien Grall
- Scénario : Jacques Forgeas
- Musique : Stéphane Zidi et Laurent Sauvagnac
- Durée : 180 minutes
- Dates de diffusion : le 25 novembre 2009 et le 2 décembre 2009 sur France 2

## Distribution
- Hanna Schygulla : Clara Schreiber
- Jérôme Kircher : Robert Schreiber
- Urbain Cancelier : Émile Schreiber
- Philippe Uchan : Georges Schreiber
- Annelise Hesme : Suzanne Crémieux Schreiber
- Chloé Lambert : Denise Schreiber
- Francis Perrin : le sénateur Crémieux
- Hubert Saint-Macary : Joseph Schreiber
- Juliette Subira : Clara jeune
- Pierre Chevallier : Louis
- Louis-Dominique de Lencquesaing : Duvauchelle
- Bruno Abraham-Kremer : Willi
- Déborah Grall : Pauline
- Nicky Naudé : l'amant de Suzanne
- Bruno Raffaelli : le ministre
- François Comar : 	Pierre Cot
- Isabelle Tanakil : la mère de Denise
- Thémis Mercier : Marie-Claire Schreiber (bébé)
- Jean "José" Exposito : Le bouquiniste